# Noterophila bivalvis
Espèce
Synonymes
Selon Tropicos (8 septembre 2024)
- Acisanthera bivalvis (Aubl.) Cogn.
- Melastoma bivalve Aubl. - Basionyme
- Microlicia bivalvis (Aubl.) DC.
- Rhexia bivalvis (Aubl.) Vahl

Selon GBIF (8 septembre 2024)
- Acisanthera beccabunga (Mart. ex Naudin) Triana
- Acisanthera bivalvis (Aubl.) Cogn.
- Acisanthera brevifolia (DC.) Griseb.
- Acisanthera brevifolia Triana
- Acisanthera trivalvis (Aubl.) Cogn.
- Exodiclis angustifolia Raf.
- Exodiclis latifolia Raf.
- Iaravaea bivalvis Scop.
- Iaravaea trivalvis Scop.
- Melastoma bivalve Aubl. - Basionyme
- Melastoma bivalvis
- Melastoma trivalve Aubl.
- Melastoma trivalvis
- Microlicia bivalvis (Aubl.) DC.
- Microlicia brevifolia DC.
- Noterophila beccabunga Mart.
- Noterophila beccabunga Mart. ex Naudin
- Noterophila brevifolia (DC.) Naudin
- Notorophila beccabunga Mart.
- Notorophila brevifolia (DC.) Naudin
- Rhexia bivalvis Vahl
- Rhexia brevifolia Rich.
- Rhexia brevifolia Rich. ex DC.
- Rhexia paludosa Salzm.
- Rhexia paludosa Salzm. ex Griseb.
- Rhexia trivalvis Vahl

Noterophila bivalvis est une espèce de plantes à fleurs de la famille des Melastomataceae. C'est une plante herbacée trouvée en Amérique.

## Description
Aciotis purpurascens est une herbacée glabre haute de 20-60 cm de haut, avec des tiges quadrangulaires ailées.
Les feuilles sont sessiles, charnues, oblongues-elliptiques à lancéolées, aiguës à obtuses à l'apex, arrondies à cordées à la base, et entières à obscurément serrulées, mesurant 0,5-2 cm × 0,2-0,5 cm, avec 3-5 veines.
Les fleurs sont terminales, principalement 5-mères.
L'hypanthium est large de 3,3 mm, avec les lobes du calice lancéolés-subulés, longs de 4-5 mm.
Les pétales sont roses, mesurant 6-12 mm × 4-9 mm.
L'ovaire est 2- ou 3-loculaire.
En 1953, Lemée en propose la description suivante de Aciotis purpurascens :

« A. bivalvis Cogn. (A. trivalvis Cogn., Melastoma b. Aubl., Noterophila brevifolia Naud.). Herbe glabre partout, stolonifère à la base, à tige 4-gône en général simple ; feuilles de 4-8 mm., sessiles, les inférieures ovales obtuses, les supérieures oblongues-lancéolées, obscurément 3-nervées ; fleurs axillaires solitaires pédicellées; calice à segments acuminés, pétales de 0,01, mauves, 10 étamines dont 5 plus grandes ; capsule subglobuleuse à diamètre de 2-3 mm., striée, surmontée du calice. - Pariacabo, Gourdonville (R. Benoist). »

— Albert Lemée, 1953.

## Répartition
Aciotis purpurascens est présent du sud du Venezuela au Brésil, en passant par le Guyana, le Suriname, et la Guyane.

## Écologie
Aciotis purpurascens pousse au Venezuela dans les marais de palmiers-bâche, à environ 900 m d'altitude, et dans les savanes de Guyane.
Ses inflorescences ont été décrites.

## Protologue
En 1775, le botaniste Aublet a décrit Noterophila bivalvis sous les noms de Melastoma bivalvis et Melastoma trivalvis, et en a proposé les protologues suivants :
« 2. MELASTOMA (bivalvis) caule alato, foliis brevibus ovatis, obtuſis, trinerviis, ſeſſilibus. (Tabula 155. Fig, a.)
Planta annua. Radix fibrofa. Caulis rectus, ſimplex, in ſummitate ramoſus, ſex aut decem-uncialis, tetragonus, angulis marginatis. Folia oppoſita, ſeſſilia, ovato-obtuſa, trinervia. Flores corymboſi terminales, corymbis trifloris. Calix: perianthium monophyllum, turbinatum, quinque-dentatum 5 denticulis longis, acutis. Bracteæ binæ, oppoſitæ ad baſim calicis. Corolla alba, pentapetala, petalis quatuor minoribus. Stamina decem, uno verſu declinata, & ipſius denticulis coronata. Tota planta eſt cinerei coloris.
Florebat Julio.
Habitat in pratis paludoſis in via quæ ducit è Caïenna ad Courou.
LE MELASTOME cendré. (PLANCHE 155. - fig. a)
Cette plante s'élève depuis ſix juſqu'à dix pouces. Sa racine eſt menue, fibreuſe. Sa tige eſt ſimple, ferme, droite, à quatre angles, bordée d’un petit feuillet membraneux, & jette a ſon extrémité pluſieurs rameaux courts, ſur leſquels naiſſent les fleurs. Cette tige dès le bas eſt garnie de feuilles oppoſées, & diſpoſées en croix ; elles ſont entières, ſeſſiles, ovales, obtuſes, longues d'un demi-pouce, larges de trois lignes, liſſes, molles, d'un vert cendre, & marquées en deſſous de trois nervures longitudinales peu ſaillantes.
Les fleurs naiſſent de l'aiſſelle des feuilles, & terminent quelquefois les rameaux.
Le calice eſt arrondi en forme de coupe à ſa baſe, & ſe partage par le haut en cinq parties longues, étroites & aiguës.
Les pétales ſont au nombre de cinq, dont un eſt plus grand que les quatre autres; ils ſont blancs, ovales, un peu concaves, & attaches par un onglet au bord du calice, entre ſes diviſions.
Les étamines ſont au nombre de dix, & naiſſent au deſſous des pétales, ſur un corps qui forme un disque rouſſâtre qui borde l'ouverture interne du calice. Leurs filets ſont grêles, rougeâtres, & portent chacun une anthère courbée en forme d'arc, dont la partie inférieure eſt fourchue, & eſt articulée ſur le filet un peu au deſſus de ſa bifurcation à la partie ſupérieure eſt renflée, allongée, aiguë & à deux loges qui, en s'ouvrant, répandent une pouſſière jaune.
Le piſtil eſt un ovaire arrondi, ſurmonté d'un style de la longueur des étamines ; il eſt terminé par un stigmate un peu renflé & concave.
L'ovaire devient une capsule ſèche, renfermée dans le calice ; elle s'ouvre en deux valves, elle eſt à deux loges ; le placenta, qui occupe le centre, eſt charge de graines très menues.
Cette plante croît dans les ſavanes marécageuſes de la terre ferme qu'on traverſe en allant de Caïenne à Courou.
3. MELASTOMA (trivalvis) foliis linearibus acutis, capſula trivalvi. (Tabula 155. Fig. b.)
Planta annua. Radix fibroſa. Caulis ſimplex, bipedalis, tetragonus, angulis acutis, in ſummitate ramoſus ; ramulis oppoſitis. Folia oppoſita, anguſta, ſeſſilia, trinervia. Flores corymboſi terminales, corymbis trifloris. Calix : perianthium monophyllum, turbinatum, quinquedentatum, denticulis longis, anguſtis, acutis. Bracteæ binæ, oppoſitæ, oblongæ, anguſtæ, ad baſim calicis. Corolla pentapetala, petalis albis, quatuor minoribus. Pericarpium : capſula triloculatis, trivalvis, calice obvoluta. Tota planta eſt cinerei coloris.
Florebat Julio.
Habitat in iiſdem locis ac præcedens.
LE MELASTOME à petite feuille. (PLANCHE 155. - fig. b)
Cette plante croît dans les mêmes lieux que la précédente, dont elle diffère par ſa tige qui s'élève quelquefois de deux pieds, & dont les feuillets qui bordent ſes angles ſont peu ſaillants, par ſes feuilles, qui ſont plus étroites & aiguës ; & enfin par ſon fruit plus gros, qui a trois loges & s'ouvre en trois valves.

Ces deux plantes étoient en fleur & en fruit dans le mois de Juillet. »
— Fusée-Aublet, 1775.